# Polyoximethylen
Polyoximethylen (POM), også kendt som acetal, polyacetal og polyformaldehyd, er en type termoplastik, der bruges i præcisionsdele der kræver høj stivhed, lav friktion og god dimensionel stabilitet. Som med mange andre syntetiske polymerer, så bliver stoffet fremstillet af forskellige kemiske virksomheder med lidt forskellige kemiske formler, og solgt under forskellige navne som Delrin, Kocetal, Ultraform, Celcon, Ramtal, Duracon, Kepital, Polypenco, Tenac og Hostaform.
POM er karakteriseret af styrke, hårdhed og stivhed ned til −40 °C. POM er farveløst, fordi det er et højt krystallinsk stof, men det kan produceres i en række forskellige faver. POM har en densitet på 1,410–1,420 g/cm3.
Typiske anvendelser for sprøjtestøbt POM inkluderer ingeniørkomonenter som små tandhjul, brillestel, kuglelejer, skibindinger, beslag, våbendele, knivgreb og låsesystemer. Materialet bliver brugt meget i både bil- og forbrugerelektroniindustrien. POM's elektriske modstand er 14×1015 Ω⋅cm hvilket gør det dielektrisk med 19.5MV/m nedbrudsspænding.